# Боффцен
Боффцен (нім. Boffzen) — громада в Німеччині, розташована в землі Нижня Саксонія. Входить до складу району Гольцмінден. Центр об'єднання громад Боффцен.
Площа — 8,04 км2. Населення становить 2632 ос. (станом на 31 грудня 2021).